# Veronica regina-nivalis
Veronica regina-nivalis är en grobladsväxtart som beskrevs av M.M.Mart.Ort. och Albach. Veronica regina-nivalis ingår i släktet veronikor, och familjen grobladsväxter. Inga underarter finns listade i Catalogue of Life.